# Самсинський сільський округ
Самси́нський сільський округ (каз. Самсы ауылдық округі, рос. Самсинский сельский округ) — адміністративна одиниця у складі Жамбильського району Алматинської області Казахстану. Адміністративний центр — село Самси.
Населення — 3302 особи (2021; 2980 у 2009, 2727 у 1999, 2518 у 1989).
Станом на 1989 рік села Копа і Самси перебували у складі Унгуртаської сільради, село Таргап — у складі Дегереської сільради.

## Склад
До складу округу входять такі населені пункти:
| Населений пункт | Стара назва | Населення, осіб (1989) | Населення, осіб (1999) | Населення, осіб (2009) | Населення, осіб (2021) |
| --------------- | ----------- | ---------------------- | ---------------------- | ---------------------- | ---------------------- |
| Копа, село      | -           | 557                    | 531                    | 570                    | 366                    |
| Самси, село     | -           | 1160                   | 1217                   | 1259                   | 1802                   |
| Таргап, село    | -           | 801                    | 979                    | 1151                   | 1134                   |